# Fnac Darty
Groupe Fnac Darty eller Fnac Darty er en fransk elektronik-detailhandelskoncern med hovedkvarter i Ivry-sur-Seine, Paris. Virksomheden blev til ved en fusion mellem Fnac og Darty i 2016. De driver 294 elektronikvarehuse i Frankrig og Belgien: 222 Darty-bytikker i Frankrig & 72 Vanden Borre- og Fnac-butikker i Belgien. I England driver de elektronikgrossisten Dacem.